# Claude Poher
Claude Poher (născut în 1936) este un inginer francez, care a lucrat la Centrul Național pentru Studii Spațiale (CNES). Este un inginer specializat în cercetări spațiale și electronică și are un doctorat în astrofizică. Poher, probabil, este cel mai bine cunoscut pentru implicarea sa în crearea Grupului de studiu al fenomenelor aerospațiale neidentificate (GEPAN), prima structură oficială franceză dedicată studiului fenomenului OZN. Este creatorul teoriei universonului, o lucrare care pretinde a fi o nouă teorie a gravitației.

## Legături externe
- Biografia lui Poher Claude Arhivat în 25 iunie 2012, la Wayback Machine.
- Teoria universonului

1. ↑   https://rr0.org/people/p/PoherClaude/ Lipsește sau este vid: |title= (ajutor)